# Bænkdreng
En bænkdreng er en form for hjælpeværktøj der støtter lange emner der spændes i en høvlebænks fortang, for at forhindre emnet i at falde ned, f.eks. under fugning.
En bænkdreng kan være så simpel som blot at være en pind med udskåret hak til at spænde fast i en høvlebænks bagtang, eller en med trappeafsatser forsynet knægt, der står på gulvet. Hos en snedkermester ved Osted bestod den af et stykke 1 x 2" bræt forsynet med et passende antal huller, skruet på det bageste ben af høvlebænken. I en snor ved siden hang en rundstok med en tap, passende til hullerne, til at sætte ind i den aktuelle højde. "Sådan nogen havde jeg på alle høvlebænkene" fortalte han.
Bænkdrenge bliver først og fremmest brugt inden for tømrer- og snedkerfagene. De har mange andre navne. Viddet har altid haft frit spillerum, og man fornemmer træsmedens glæde ved at hitte på.
Sammen med det almindelige anvendte ord bænkknægt eller doven dreng hentyder bænkdrengen til et og samme begreb: læredrengen. At han er doven, siger sig selv, for han rører sig ikke ud af flækken; et tredje ord for det samme er lærekammerat en der er lige så ugidelig.
Bænkmads er et ord svendene brugte på Fyn i slutningen af 1950-erne, men om udtrykket er almindeligt anvendt vides ikke. Mads er en spøgefuld betegnelse for forskellige ting eller dyr i lighed med Mads Gedebuk.
En tømrermester ved Roskilde kalder værktøjet for tømrerknægt, mens en anden, der har været i lære i Ågård ved Kolding siger, at man på hans hjemegn kalder den din bror.

## Ekstern henvisning
- Træsmedens Håndværktøj Arkiveret 16. september 2008 hos  Wayback Machine